# Jak rozpoczęła się wojna na mojej wyspie
Jak rozpoczęła się wojna na mojej wyspie (chorw. Kako je počeo rat na mom otoku) – chorwacka komedia wojenna z 1996 roku w reżyserii Vinko Brešana, będąca jego pełnometrażowym debiutem.

## Opis fabuły
Akcja filmu rozgrywa się jesienią 1991, w początkowym okresie wojny w Chorwacji, na małej dalmatyńskiej wyspie. W koszarach stacjonuje jednostka armii federalnej, dowodzona przez majora Aleksa Milosavljevica. Wśród lokalnych działaczy chorwackich powstaje pomysł zaminowania składu amunicji i ewentualnego wysadzenia wyspy. Do akcji włącza się historyk sztuki Blaz Gajski, którego syn odbywa służbę wojskową. Ojciec przygotowuje plan, który ma pomóc wyciągnąć syna z koszar.

## Obsada
- Vlatko Dulić jako Blaž Gajski
- Ljubomir Kerekeš jako major Aleksa Milosavljević
- Ivan Brkić jako Roko Papak
- Predrag Vusović jako Murko Munita
- Božidar Orešković jako Boris Bašić
- Ivica Vidović jako śpiewak
- Matija Prskalo jako Lucija Milosavljević
- Goran Navojec jako Martin
- Senka Bulić jako Spomenka
- Etta Bortolazzi jako Baba
- Slobodan Milovanović jako Brižni
- Leon Lučev jako Zoran Gajski
- Rene Bitorajac jako żołnierz z Kosowa
- Mladen Vulić jako Šćepanović

## Produkcja
Zdjęcia kręcono głównie w Primošten (żupania szybenicko-knińska).

## Nagrody
- 1996: Festiwal Filmowy w Puli - nagroda za reżyserię, za najlepsze kostiumy i dla najlepszego aktora drugoplanowego
- 1997: Międzynarodowy Festiwal Filmowy w Cottbus - nagroda za reżyserię